# Eurosong 2014 (Belgien)
Eurosong 2014 war der Titel des belgischen Vorentscheids zum Eurovision Song Contest 2014. Er wurde turnusgemäß vom flämischen Rundfunk VRT initiiert und auf dem Fernsehsender één ausgestrahlt. Als Sieger ging Axel Hirsoux mit dem Titel Mother hervor, wodurch zum ersten Mal ein Wallone vom VRT in den internationalen Wettbewerb geschickt wurde. Moderiert wurden alle Shows von Eva Daeleman und Peter Van de Veire.

## Format
Nachdem der VRT seine letzten beiden Vertreter und 2010 auch das Lied intern bestimmte, kehrte man 2014 zu einem öffentlichen Vorentscheid mit mehreren Vorrunden zurück. Dabei wurde ein komplett neuer Modus umgesetzt:
Zunächst wurden zwei Aufrufe gestartet, einerseits das Einreichen von Liedern, andererseits die Bewerbung als Interpret. Solisten und Gruppen sollten dafür einen früheren Titel des Eurovision Song Contest in einer eigenen Version vortragen, die Performance in einem Video filmen und dieses auf YouTube hochladen oder auf DVD an den Sender schicken. Der VRT wählte dreißig Solisten und Gruppen aus, die in zwei Castingrunden vorsingen durften. Die Performances wurden von der Jury bewertet, jeder Juror gab dabei seine Zufriedenheit in Form einer Prozentzahl wieder. Aus diesen Wertungen wurde das arithmetische Mittel errechnet. Die vier Interpreten mit der höchsten Gesamtwertung zogen direkt in die Halbfinals ein, die Kandidaten auf den Plätzen fünf bis acht traten im sogenannten Callback noch einmal gegeneinander an. Dadurch schieden nach den Castings 14 der ursprünglich 30 Kandidaten aus.
Im Callback trug jeder der acht Kandidaten ein weiteres Cover eines ESC-Songs vor. Erstmals floss in das Ergebnis auch die Gunst der Zuschauer ein, denn die Entscheidung, welche vier Interpreten in die Halbfinals durften, bestimmten jeweils zur Hälfte die Jury und zur anderen Hälfte das Ergebnis des SMS- und Internetvotings. Für die Halbfinals blieben zwölf Kandidaten übrig.
Alle Kandidaten, die es mindestens in den Callback geschafft haben, bekamen einen neuen Titel zugewiesen, jedoch wurden von insgesamt 16 Liedern nur zwölf in den Live-Shows vorgetragen. Dafür wurden alle Lieder auf einer Compilation-CD und als Download veröffentlicht. In den drei Halbfinals trugen die Kandidaten erstmals ihre potentiellen Lieder für den ESC in Kopenhagen vor. Auch hier machten die Ergebnisse der Juroren und der Zuschauer jeweils 50 % des Gesamtergebnisses aus, je zwei Lieder erreichten das Finale.
Im Finale traten insgesamt sechs Lieder an. Die Jury hatte nur noch beratende Funktion, an ihre Stelle trat ein europäisches Panel: Sieben Jurys aus sieben europäischen Ländern beurteilten die Beiträge. Ihr Favorit bekam jeweils 12 Punkte, die Plätze zwei bis fünf jeweils 10, 8, 6 und 4 Punkte. Ein Lied ging bei jeder Jury leer aus. Die andere Hälfte des Ergebnisses machten wiederum die Zuschauer aus. Sie vergaben insgesamt 280 Punkte (so viel wie alle Jurys zusammen), die Verteilung richtete sich nach dem Gesamtergebnis aller abgegebenen Stimmen. Erhielt also ein Beitrag zehn Prozent der Stimmen, so erhielt er zehn Prozent der 280 Punkte, also 28 Punkte. Das Lied mit den meisten Punkten gewann den Wettbewerb. Die Punktevergabe orientiert sich damit am schwedischen Melodifestivalen.
Die Castings und das Finale fanden im Sportpaleis in Antwerpen statt, die übrigen Liveshows im Videohouse, einem Fernsehstudio in Vilvoorde.

## Jury
Die Jury setzte sich aus vier Mitgliedern zusammen:
- Jef Martens alias Basto, Discjockey
- Piet Goddaer alias Ozark Henry, Sänger
- Ruslana, Gewinnerin des Eurovision Song Contest 2004
- Bart Peeters, früherer Moderator von Eurosong

## Castings
Die beiden Castings wurden am 3. Dezember 2013 im Sportpaleis in Antwerpen aufgezeichnet. Insgesamt 30 Interpreten stellten sich einer dreiköpfigen Jury. Ruslana, die ebenfalls Teil der Jury sein sollte, konnte aufgrund der Unruhen in ihrer ukrainischen Heimat nicht anwesend sein. 15 Auftritte wurden pro Sendung gezeigt. Die Interpreten mussten ein Cover eines Liedes vortragen, das zuvor beim Eurovision Song Contest vertreten war. Vier Interpreten qualifizierten sich für das Halbfinale, vier für die Sendung Callback.

### Erstes Casting
Die Aufzeichnung des ersten Castings wurde am 2. Februar 2014 ausgestrahlt.
| Platz | Startnr. | Interpret                | Lied (Originalinterpret)                                    | Land/Jahr der Teilnahme | Jury         | Jury        | Jury        | Jury         |
| Platz | Startnr. | Interpret                | Lied (Originalinterpret)                                    | Land/Jahr der Teilnahme | Bart Peeters | Ozark Henry | Jef Martens | Durchschnitt |
| ----- | -------- | ------------------------ | ----------------------------------------------------------- | ----------------------- | ------------ | ----------- | ----------- | ------------ |
| 01.   | 15       | Udo                      | Ne partez pas sans moi (Céline Dion)                        | Schweiz 1988            | 96           | 95          | 89          | 93           |
| 02.   | 11       | Nelson                   | Glorious (Cascada)                                          | Deutschland 2013        | 90           | 89          | 80          | 86           |
| 03.   | 04       | Eva Jacobs               | In your eyes (Niamh Kavanagh)                               | Irland 1993             | 86           | 85          | 86          | 86           |
| 04.   | 09       | Axel Hirsoux             | Tu te reconnaîtras (Anne-Marie David)                       | Luxemburg 1973          | 86           | 82          | 83          | 84           |
| 05.   | 01       | Joyce                    | Mister (ursprünglicher Titel: Sister) (Sergio & the Ladies) | Belgien 2002            | 88           | 78          | 79          | 82           |
| 06.   | 13       | 2 Fabiola feat. Loredana | My number one (Elena Paparizou)                             | Griechenland 2005       | 84           | 81          | 79          | 81           |
| 07.   | 06       | Jessy                    | Euphoria (Loreen)                                           | Schweden 2012           | 86           | 82          | 75          | 81           |
| 08.   | 03       | White Bird               | Fly on the Wings of Love (Olsen Brothers)                   | Dänemark 2000           | 84           | 79          | 77          | 80           |
| 09.   | 14       | Di Stephano              | L'amour ça fait chanter la vie (Jean Vallée)                | Belgien 1978            | 80           | 79          | 75          | 78           |
| 10.   | 05       | The Fuckuleles           | Waterloo (ABBA)                                             | Schweden 1974           | 79           | 80          | 73          | 76           |
| 11.   | 08       | Violet Sky               | Door de wind (Ingeborg)                                     | Belgien 1989            | 76           | 73          | 69          | 73           |
| 12.   | 07       | Gracious Wild            | In love for a while (Anna Rossinelli)                       | Schweiz 2011            | 76           | 76          | 65          | 72           |
| 13.   | 12       | Elvya Dulcimer           | Sweet people (Alyosha)                                      | Ukraine 2010            | 76           | 70          | 69          | 72           |
| 14.   | 10       | 3M8S                     | Only Teardrops (Emmelie de Forest)                          | Dänemark 2013           | 75           | 75          | 62          | 71           |
| 15.   | 02       | The Exclusive Strings    | Hard Rock Hallelujah (Lordi)                                | Finnland 2006           | 72           | 64          | 68          | 68           |

 Kandidat hat sich für das Halbfinale qualifiziert.
 Kandidat hat sich für die Callback Sendung qualifiziert.

### Zweites Casting
Die Aufzeichnung des zweiten Castings wurde am 9. Februar 2014 ausgestrahlt.
| Platz | Startnr. | Interpret       | Lied (Originalinterpret)                     | Land/Jahr der Teilnahme     | Jury         | Jury        | Jury        | Jury         |
| Platz | Startnr. | Interpret       | Lied (Originalinterpret)                     | Land/Jahr der Teilnahme     | Bart Peeters | Ozark Henry | Jef Martens | Durchschnitt |
| ----- | -------- | --------------- | -------------------------------------------- | --------------------------- | ------------ | ----------- | ----------- | ------------ |
| 01.   | 15       | Petra           | All kinds of everything (Dana)               | Irland 1970                 | 94           | 92          | 89          | 92           |
| 02.   | 06       | Yass            | L'oiseau et l'enfant (Marie Myriam)          | Frankreich 1977             | 92           | 89          | 85          | 89           |
| 03.   | 05       | Tisha Cyrus     | Düm Tek Tek (Hadise)                         | Türkei 2009                 | 90           | 86          | 81          | 86           |
| 04.   | 13       | Axeela          | Believe (Dima Bilan)                         | Russland 2008               | 88           | 84          | 83          | 85           |
| 07.   | 05       | Day One         | Satellite (Lena)                             | Deutschland 2010            | 91           | 89          | 75          | 85           |
| 06.   | 03       | SIL             | Where Are You? (Imaani)                      | Vereinigtes Königreich 1998 | 86           | 85          | 80          | 84           |
| 07.   | 14       | Bandits         | Geef het op (Clouseau)                       | Belgien 1991                | 88           | 81          | 80          | 83           |
| 02.   | 08       | Mr. Jones       | Standing Still (Roman Lob)                   | Deutschland 2012            | 84           | 82          | 74          | 80           |
| 09.   | 10       | Bastien         | Fly on the Wings of Love (Olsen Brothers)    | Dänemark 2000               | 82           | 78          | 76          | 79           |
| 10.   | 09       | Andrei Lugovski | In a moment like this (Chanée & N’Evergreen) | Dänemark 2010               | 76           | 75          | 74          | 75           |
| 11.   | 11       | Maureen         | Ding-a-dong (Teach-In)                       | Niederlande 1975            | 77           | 75          | 69          | 74           |
| 12.   | 08       | Dina Rodrigues  | Ne partez pas sans moi (Celine Dion)         | Schweiz 1988                | 72           | 72          | 70          | 71           |
| 13.   | 01       | Soulbrothers    | Puppet on a String (Sandie Shaw)             | Vereinigtes Königreich 1967 | 74           | 66          | 65          | 68           |
| 14.   | 04       | Aelia           | Poupée de cire, poupée de son (France Gall)  | Luxemburg 1965              | 74           | 66          | 65          | 68           |
| 15.   | 12       | Manuel Palomo   | Eres tú (Mocedades)                          | Spanien 1973                | 66           | 60          | 62          | 63           |

 Kandidat hat sich für das Halbfinale qualifiziert.
 Kandidat hat sich für die Sendung Callback qualifiziert.

## Callback
Die Sendung Callback fand am 16. Februar 2014 statt. Die angegebenen Prozente beziehen sich ausschließlich auf das Ergebnis der Jury, das Gesamtergebnis bzw. die Ergebnisse des Zuschauervotings wurden nicht veröffentlicht.
| Platz | Startnr. | Interpret                | Lied (Originalinterpret)                                                                         | Land/Jahr der Teilnahme                                   | Jury         | Jury        | Jury        | Jury    | Jury         |
| Platz | Startnr. | Interpret                | Lied (Originalinterpret)                                                                         | Land/Jahr der Teilnahme                                   | Bart Peeters | Ozark Henry | Jef Martens | Ruslana | Durchschnitt |
| ----- | -------- | ------------------------ | ------------------------------------------------------------------------------------------------ | --------------------------------------------------------- | ------------ | ----------- | ----------- | ------- | ------------ |
| 1.    | 4        | Bandits                  | Medley aus Anne, Jennifer Jennings und Only Teardrops (Clouseau, Louis Neefs, Emmelie de Forest) | Belgischer Vorentscheid 1989, Belgien 1969, Dänemark 2013 | 95           | 87          | 80          | 86      | 87           |
| 2.    | 8        | SIL                      | J'aime la vie (Sandra Kim)                                                                       | Belgien 1986                                              | 93           | 92          | 81          | 90      | 89           |
| 3.    | 6        | Day One                  | Nocturne (Secret Garden)                                                                         | Norwegen 1995                                             | 95           | 98          | 80          | 90      | 91           |
| 4.    | 8        | 2 Fabiola feat. Loredana | Euphoria (Loreen)                                                                                | Schweden 2012                                             | 90           | 80          | 65          | 65      | 75           |
| 5.    | 1        | White Bird               | Love Shine a Light (Katrina and the Waves)                                                       | Vereinigtes Königreich 1997                               | 88           | 84          | 75          | 80      | 82           |
| 6.    | 2        | Jessy                    | Je t'adore (Kate Ryan)                                                                           | Belgien 2006                                              | 78           | 80          | 60          | 60      | 70           |
| 7.    | 3        | Mr. Jones                | My star (Brainstorm)                                                                             | Lettland 2000                                             | 72           | 65          | 50          | 50      | 59           |
| 8.    | 5        | Joyce                    | Save your kisses for me (Brotherhood of Man)                                                     | Vereinigtes Königreich 1976                               | 78           | 70          | 55          | 70      | 68           |

 Kandidat hat sich für das Halbfinale qualifiziert.

## Halbfinale
Die Halbfinals fanden im Videohouse in Vilvoorde statt. Es traten vier Interpreten pro Halbfinale an, von denen sich immer zwei für das Finale qualifizierten. Sie präsentierten ihre potenziellen Beiträge, mit denen sie am Eurovision Song Contest 2014 teilnehmen wollten. Die Zuschauer und eine Jury entschieden zu gleichen Teilen über das Ergebnis.

### Erstes Halbfinale
Das erste Halbfinale fand am 23. Februar 2014 statt.
| Platz | Startnr. | Interpret  | Lied Musik (M) und Text (T)                                                                   | Jury         | Jury        | Jury        | Jury    | Jury         |
| Platz | Startnr. | Interpret  | Lied Musik (M) und Text (T)                                                                   | Bart Peeters | Ozark Henry | Jef Martens | Ruslana | Durchschnitt |
| ----- | -------- | ---------- | --------------------------------------------------------------------------------------------- | ------------ | ----------- | ----------- | ------- | ------------ |
| 1.    | 2        | Eva Jacobs | Nothing Is Impossible M/T: Mick Lee, Pernille Georgi, Chris „Ruff Diamond“ Robinson           | 95           | 90          | 90          | 90      | 91           |
| 2.    | 3        | Udo        | Hero (In Flanders Fields) M/T: Pokka Jr., Nadge, Udo Mechels                                  | 85           | 70          | 69          | 75      | 75           |
| 3.    | 1        | Day One    | Whoever You Are M/T: Yves Gaillard                                                            | 96           | 98          | 80          | 85      | 90           |
| 4.    | 4        | Petra      | Killer touch M/T: Georgie Dennis, Christopher Wortley, Paul Drew, Greig Watts, Pete Barringer | 86           | 75          | 68          | 70      | 75           |

 Kandidat hat sich für das Finale qualifiziert.

### Zweites Halbfinale
Das zweite Halbfinale fand am 2. März 2014 statt.
| Platz | Startnr. | Interpret                | Lied Musik (M) und Text (T)                                                                                  | Jury         | Jury        | Jury        | Jury    | Jury         |
| Platz | Startnr. | Interpret                | Lied Musik (M) und Text (T)                                                                                  | Bart Peeters | Ozark Henry | Jef Martens | Ruslana | Durchschnitt |
| ----- | -------- | ------------------------ | --- | ------------ | ----------- | ----------- | ------- | ------------ |
| 1.    | 4        | SIL                      | What's The Time Tn Tokyo? M/T: Marcella Detroit, Marcus Winther-John, Paul Drew, Greig Watts, Pete Barringer | 96           | 95          | 87          | 95      | 93           |
| 2.    | 2        | Yass                     | Need You Tonight M/T: Yass Smaali, Yves Gaillard, Ashley Hicklin, Leon Paul Palmen, Rupert Blackman          | 95           | 90          | 80          | 92      | 89           |
| 3.    | 3        | 2 Fabiola feat. Loredana | She's After My Piano M/T: Ovidiu Jacobsen, Phillip Halloun, Simen Eriksrud, Cecilie Harboe                   | 90           | 80          | 75          | 90      | 84           |
| 4.    | 1        | Axeela                   | Chasing Rainbows M/T: Bernd Klimpel, Dimitri Ehrlich, Lauren Amaris                                          | 88           | 78          | 72          | 85      | 81           |

 Kandidat hat sich für das Finale qualifiziert.

### Drittes Halbfinale
Das dritte und letzte Halbfinale fand am 9. März 2014 statt.
| Platz | Startnr. | Interpret    | Lied Musik (M) und Text (T)                 | Jury         | Jury        | Jury        | Jury    | Jury         |
| Platz | Startnr. | Interpret    | Lied Musik (M) und Text (T)                 | Bart Peeters | Ozark Henry | Jef Martens | Ruslana | Durchschnitt |
| ----- | -------- | ------------ | ------------------------------------------- | ------------ | ----------- | ----------- | ------- | ------------ |
| 1.    | 2        | Axel Hirsoux | Mother M/T: Ashley Hicklin, Rafael Artesero | 98           | 100         | 99          | 100     | 99           |
| 2.    | 4        | Bandits      | One M/T: Tony Adams Rosa                    | 97           | 088         | 78          | 095     | 90           |
| 3.    | 1        | Nelson       | Wild Side M/T: Nelson Moraïs, Yves Gaillard | 92           | 084         | 72          | 085     | 83           |
| 4.    | 3        | Tisha Cyrus  | Kitty Cat M/T: Big John Snr, Yves Gaillard  | 88           | 060         | 50          | 075     | 68           |

 Kandidat hat sich für das Finale qualifiziert.

## Finale

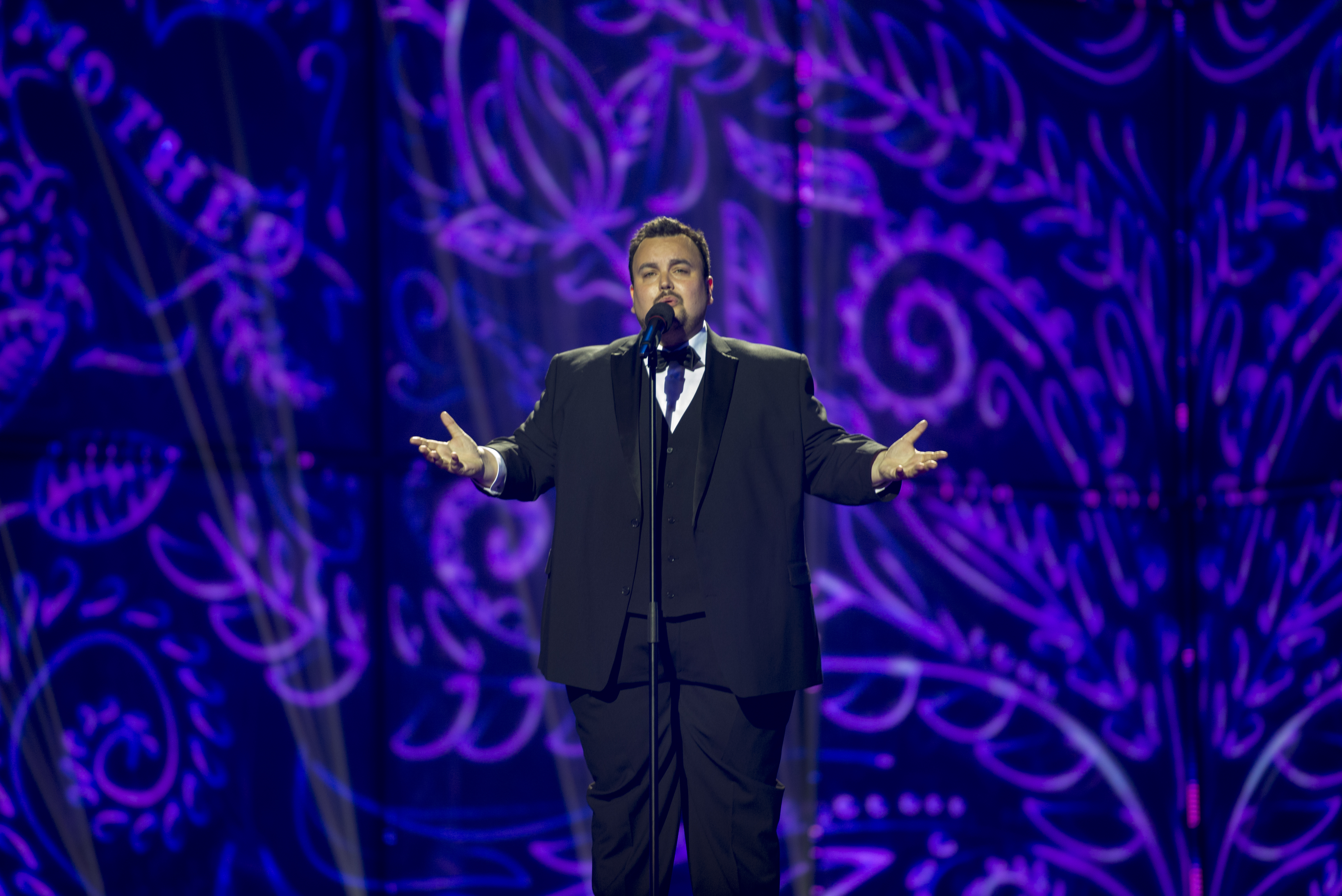
Der Gewinner der belgischen Vorentscheidung: Axel Hirsoux

Im Finale am 16. März 2014 wurde der Sieger bestimmt der belgischen Vorentscheidung bestimmt. Insgesamt sechs Interpreten traten im Finale an. Das Gesamtergebnis setzte sich zur einen Hälfte aus den Stimmen von sieben europäischen Jurys (aus Aserbaidschan, Dänemark, Estland, Irland, Mazedonien, den Niederlanden und Spanien) zusammen, zur anderen Hälfte aus dem Abstimmungsergebnis der Zuschauer. Die Jurys vergaben 4, 6, 8, 10 und 12 Punkte.
| Platz | Startnr. | Interpret    | Lied Musik (M) und Text (T)                                                                                  | DK | BY | ES | DK | NL | AZ | IE | Jury Gesamt | Zuschauerstimmen (SMS & Online) | Zuschauerstimmen (SMS & Online) | Gesamt |
| Platz | Startnr. | Interpret    | Lied Musik (M) und Text (T)                                                                                  | DK | BY | ES | DK | NL | AZ | IE | Jury Gesamt | %                               | Punkte                          | Gesamt |
| ----- | -------- | ------------ | --- | -- | -- | -- | -- | -- | -- | -- | ----------- | ------------------------------- | ------------------------------- | ------ |
| 1.    | 6        | Axel Hirsoux | Mother M/T: Ashley Hicklin, Rafael Artesero                                                                  | 8  | 8  | 12 | 10 | 12 | 12 | 12 | 74          | 57,31 %                         | 160                             | 234    |
| 2.    | 4        | Bandits      | One M/T: Tony Adams Rosa                                                                                     | –  | 6  | 8  | 4  | 10 | 10 | 4  | 42          | 17,29 %                         | 048                             | 090    |
| 3.    | 5        | Eva Jacobs   | Nothing Is Impossible M/T: Mick Lee, Pernille Georgi, Chris „Ruff Diamond“ Robinson                          | 10 | 10 | 6  | 12 | 4  | –  | 10 | 52          | 13,12 %                         | 037                             | 089    |
| 4.    | 1        | Yass         | Need You Tonight M/T: Yass Smaali, Yves Gaillard, Ashley Hicklin, Leon Paul Palmen, Rupert Blackman          | 12 | 12 | 10 | 8  | 8  | 8  | –  | 58          | 06,75 %                         | 019                             | 077    |
| 5.    | 2        | SIL          | What's The Time Tn Tokyo? M/T: Marcella Detroit, Marcus Winther-John, Paul Drew, Greig Watts, Pete Barringer | 4  | –  | 4  | 6  | 6  | 6  | 6  | 32          | 01,99 %                         | 06                              | 038    |
| 6.    | 3        | Udo          | Hero (In Flanders Fields) M/T: Pokka Jr., Nadge, Udo Mechels                                                 | 6  | 4  | –  | –  | –  | 4  | 8  | 22          | 03,54 %                         | 010                             | 032    |

## Teilnahme am ESC
Beim Eurovision Song Contest in Kopenhagen trat Belgien am 6. Mai 2014 mit der Startnummer 10 im ersten Halbfinale an. Letztlich gelang es nicht, sich für das Finale zu qualifizieren. Mother belegte in der Gesamtwertung unter sechzehn Teilnehmern den 14. Platz mit 28 Punkten.

## Trivia
- Nelson (Moraïs) nahm bereits 2008 am belgischen Vorentscheid teil.
- Das Duo Aelia setzte sich aus Veronica Codesal und Soetkin Collier zusammen. Sie gehörten zur Band Urban Trad, die beim ESC 2003 Belgien mit dem Titel Sanomi vertrat. Als die Gruppe in Riga den zweiten Platz belegte, war aber nur Codesal dabei.
- Die Mitglieder der Band Day One hielten ihre Identität geheim (bei allen Auftritten trugen sie Masken, die das ganze Gesicht bedeckten, ferner trug die Sängerin eine Perücke) und gaben diese auch nach ihrem Ausscheiden nicht preis.[1] Gerüchte, dass es sich bei der Sängerin um Kate Ryan handeln könnte (sie vertrat Belgien beim ESC 2006 mit Je t’adore), wurden bis heute weder bestätigt noch widerlegt.[2]